# 1820 aux États-Unis
Pour des articles plus généraux, voir Chronologie des États-Unis et 1820.
Chronologie des États-Unis
- 1816
- 1817
- 1818
- 1819
- 1820
- 1821
- 1822
- 1823
- 1824

Cette page concerne des événements d'actualité qui se sont produits durant l'année 1820 du calendrier grégorien aux États-Unis.

## Gouvernement
- Président : James Monroe (Républicain-Démocrate)
- Vice-président : Daniel D. Tompkins (Républicain-Démocrate)
- Secrétaire d'État  : John Quincy Adams (Républicain-Démocrate)
- Chambre des représentants - Président : Henry Clay (Républicain-Démocrate) jusqu'au 28 octobre puis John W. Taylor (Républicain-Démocrate) à partir du 15 novembre

## Événements

Animation montrant l'évolution des territoires esclavagistes dont celle liée au compromis du Missouri.

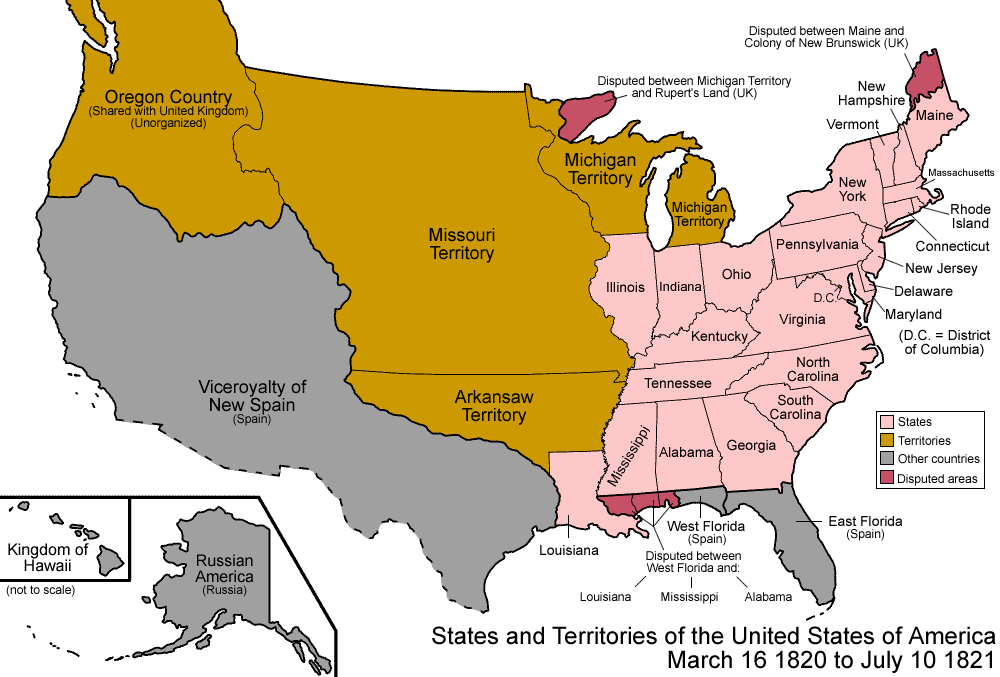
16 mars 1820 - 10 juillet 1821

- 3 mars : compromis du Missouri, adopté par le Congrès des États-Unis, qui maintient le rapport entre États esclavagistes et non esclavagistes.
- 15 mars : le District du Maine du Massachusetts en est séparé et devient le 23e État, le Maine, en tant que partie du compromis du Missouri.

|                                  | 1790      | 1800      | 1810      | 1820      |
| -------------------------------- | --------- | --------- | --------- | --------- |
| Population totale des États-Unis | 3.929.326 | 5.308.483 | 7.239.881 | 9.638.453 |
| Esclaves aux États-Unis          | 697.681   | 893.602   | 1.191.362 | 1.538.022 |

- 8 mai : le Congrès des États-Unis approuve la création du Jardin botanique des États-Unis, et le président James Monroe promulgue un projet de loi accordant à l'Institut l'utilisation de cinq acres de terrain[1].
- 7 août : le quatrième recensement tient place. Le recensement estime la  population des États-Unis à 9 638 453 dont 1 538 022 sont des esclaves[2].
- 18 octobre : traité de Doak's Stand avec les Choctaws.

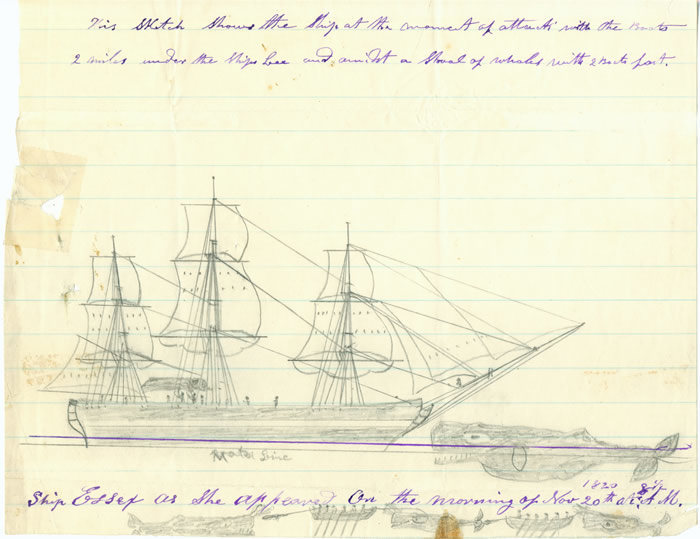
L'Essex attaqué par le cachalot
(croquis des carnets de Nickerson)

- 20 novembre : L'Essex, un baleinier américain, fait naufrage au milieu de l'océan Pacifique à la suite d'une collision avec un grand cachalot. Les naufragés dérivent pendant dix-huit semaines à bord des trois petites baleinières et se livrent à des actes de cannibalisme.
- 6 décembre : élection présidentielle américaine de 1820. Le républicain-démocrate James Monroe obtient un second mandat de président des États-Unis[3]. L'élection présidentielle américaine de 1820 fut la troisième (et dernière) pour laquelle il n'y eut aucune compétition électorale. La disparition du parti fédéraliste et le fait que le président démocrate-républicain sortant, James Monroe, se représente, assura à ce dernier une réélection sans concurrence.
- Éruption du mont Rainier.

## Décès
- 10 juillet : William Wyatt Bibb, homme politique né dans le comté d'Amelia, en Virginie, le 2 octobre 1781, et mort à la suite d'un accident de cheval.

#### Articles généraux
- Histoire des États-Unis de 1776 à 1865
- Évolution territoriale des États-Unis

#### Articles sur l'année 1820 aux États-Unis
- Élection présidentielle américaine de 1820
- Drapeau des États-Unis